# Hercules Motor Car Company
Die Hercules Motor Car Company war ein US-amerikanischer Automobilhersteller.

## Beschreibung
Das Unternehmen existierte von 1914 bis 1915 in New Albany (Indiana). Es ging aus der Crown Motor Car Company in Louisville (Kentucky) hervor, eine Gründung der Lambert-Familie, die 1913/1914 einen Kleinwagen bauten. Diese Firma kaufte die Gebäude der Ohio Falls Motor Company in New Albany auf und stellte dort Autos unter dem Namen Hercules her.
B. F. Lambert war Präsident, A. B. Lambert Vizepräsident und C. H. Lambert Finanzvorstand der Gesellschaft. Auch der neue Wagen, der Hercules Twenty ähnelte wieder einem Cyclecar, war aber ein vollwertiges Automobil. Er hatte einen Vierzylindermotor mit 20 bhp (14,7 kW) Leistung und ein Zweiganggetriebe, das mittels Kardanwelle zur Hinterachse verbunden war. Einziger verfügbarer Aufbau war der eines Tourenwagens mit vier Sitzen.
Bald erhob sich großes Geschrei unter den ehemaligen Crown-Händlern, die zwar Kaution zahlen mussten, aber keine Crown-Automobile mehr bekamen. Etwa 200 der 400 Händler erklärten sich einverstanden, nun das Hercules-Automobil zu verkaufen und ihre Verträge entsprechend abzuändern, die anderen bekamen ihre je 100 US-Dollar Einsatz zurück. Der Aufruhr hatte aber so viel Staub in der Presse aufgewirbelt, dass dem neuen Hercules jede Marktchance geraubt war.
Bis November 1914 entstanden etwa 100 Hercules Twenty. Die Zahl der Fahrzeuge danach ist nicht bekannt. Ende 1915 wurde die Firma an die Kentucky Wagon Manufacturing Company veräußert, die dann den Dixie Flyer baute. 1917 wurde die alte Hercules-Fabrik von einem Tornado zerstört.

## Modelle
| Modell    | Bauzeitraum | Zylinder         | Leistung | Radstand            | Aufbauten |
| --------- | ----------- | ---------------- | -------- | ------------------- | --------- |
| 1914–1915 | 4 Reihe     | 20 bhp (14,7 kW) | 2540 mm  | Tourenwagen 4 Sitze |           |